# Artur Grottger
Artur Grottger   (Ottyniovicében (Galicia), 1837. november 11. – Amélies-les-Bains, 1867. december 13.) lengyel történelmi festő és grafikus.
Matejko mellett a maga korában a legkiválóbb lengyel mester. Otthoni tanulmányai után a Bécsi Képzőművészeti Akadémián Karl von Blaas tanítványa is volt. Varsó, Polónia, Litvánia, Háboru c. nagy kartonsorozataival és kitűnő portréival világhírnevet szerzett. A Szépművészeti Múzeumban rajzai vannak. Krakkóban és Bécsben tanult. Nevét különösen rajzsorozataival tette ismertté, melyek reprodukciókban nagyon elterjedtek. A lengyel szabadságharcból merített rajzsorozata a Pállfy-féle hagyatékkal a budapesti Szépművészeti Múzeumba került; egy másik sorozat a krakkói Nemzeti Múzeumban látható.

## Főbb művei
- Warszawa I (Varsó I, 1861)

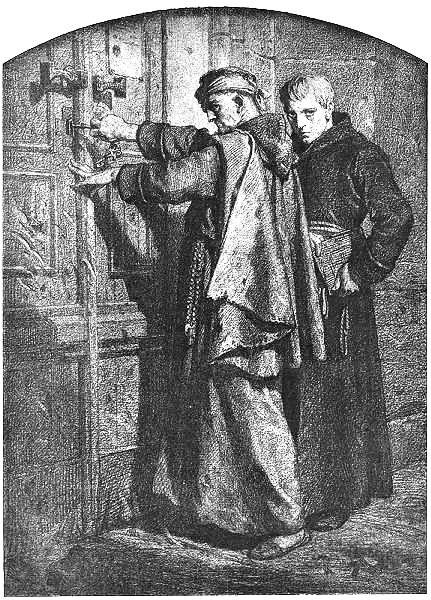
Az egyházak bezárása (Zamknięcie kościołów)

- Warszawa II (Varsó II, 1862)
- Polónia (Polonia, 1863)

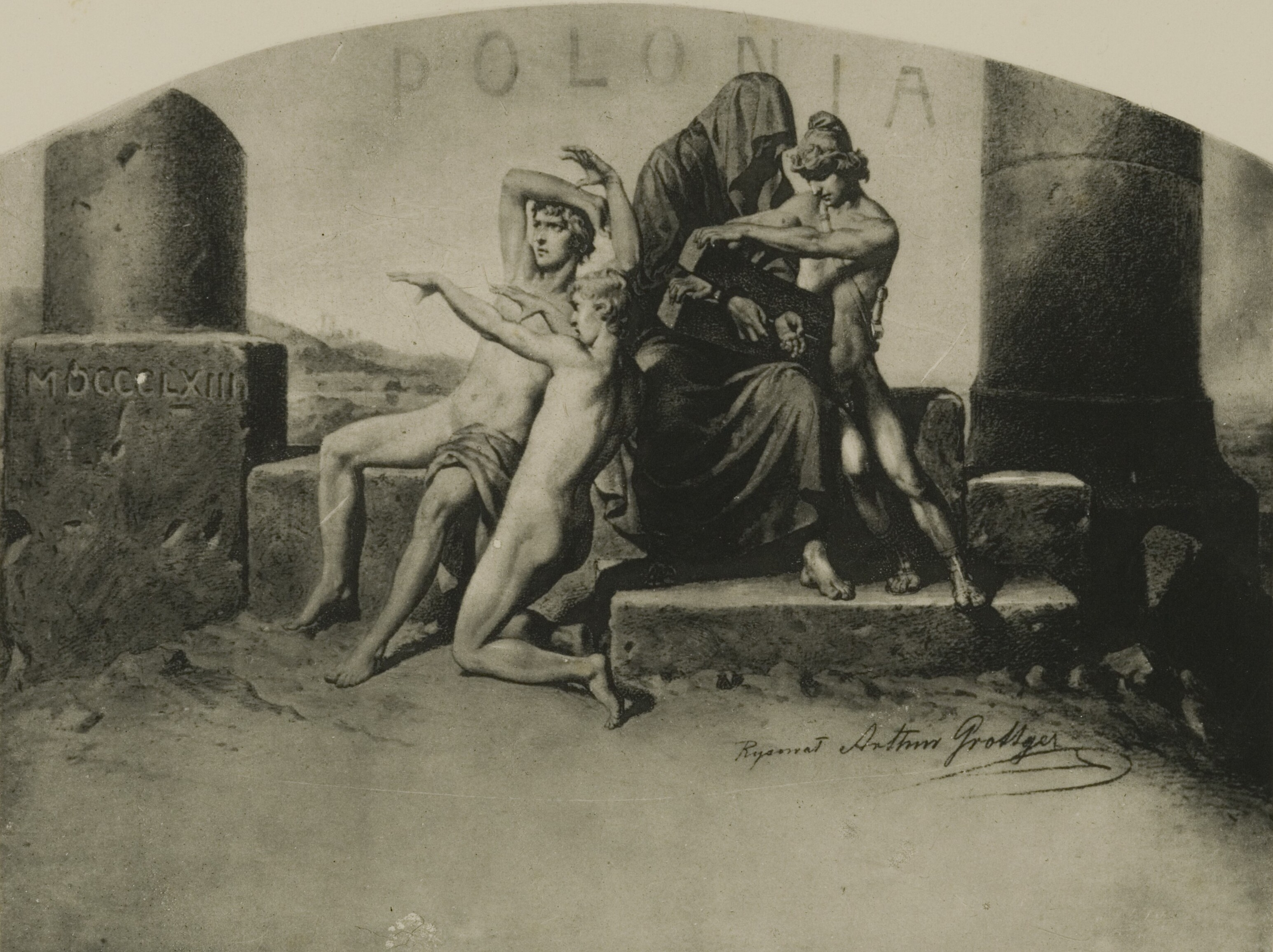
Polónia (Polonia)
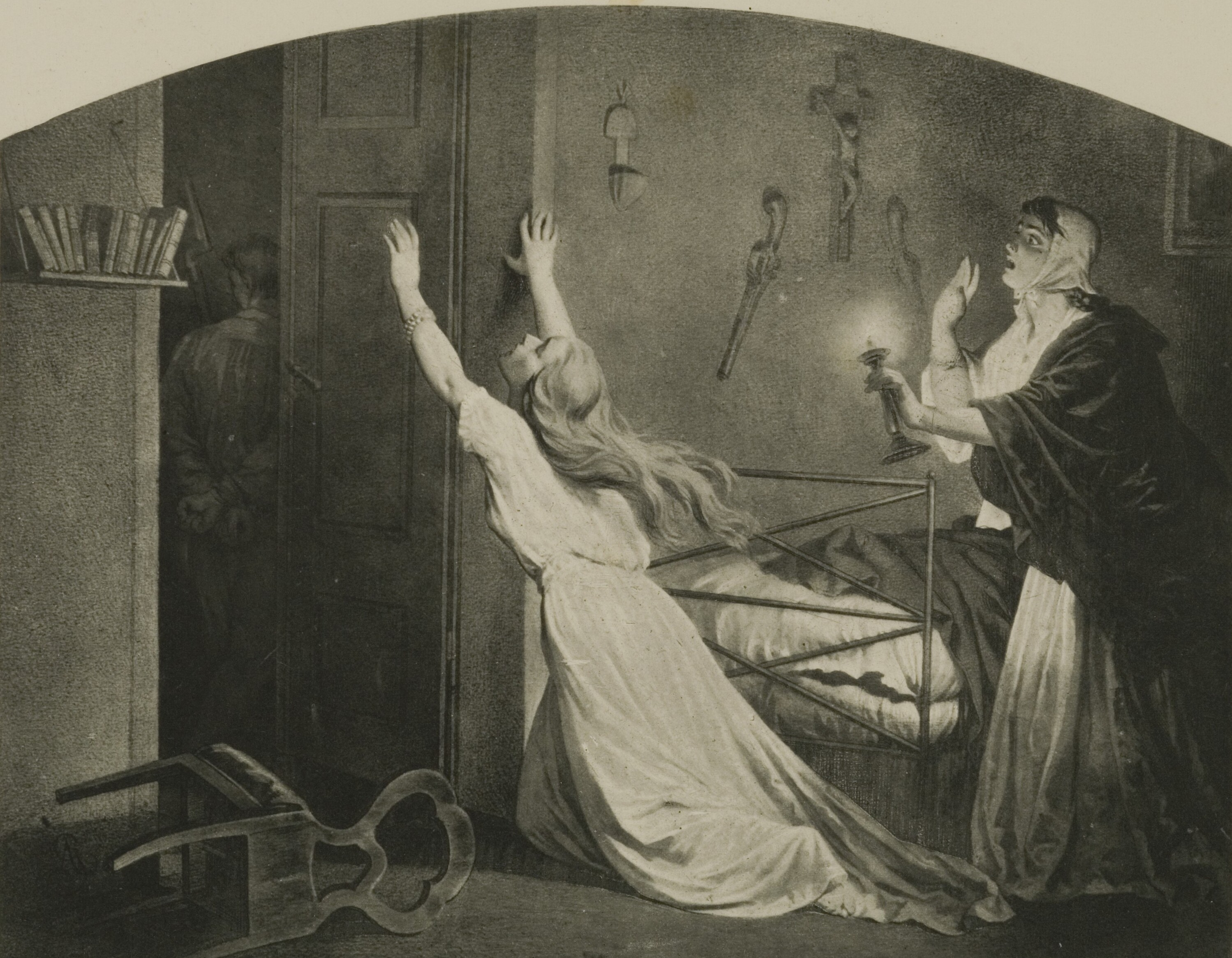
Sorozás (Branka)
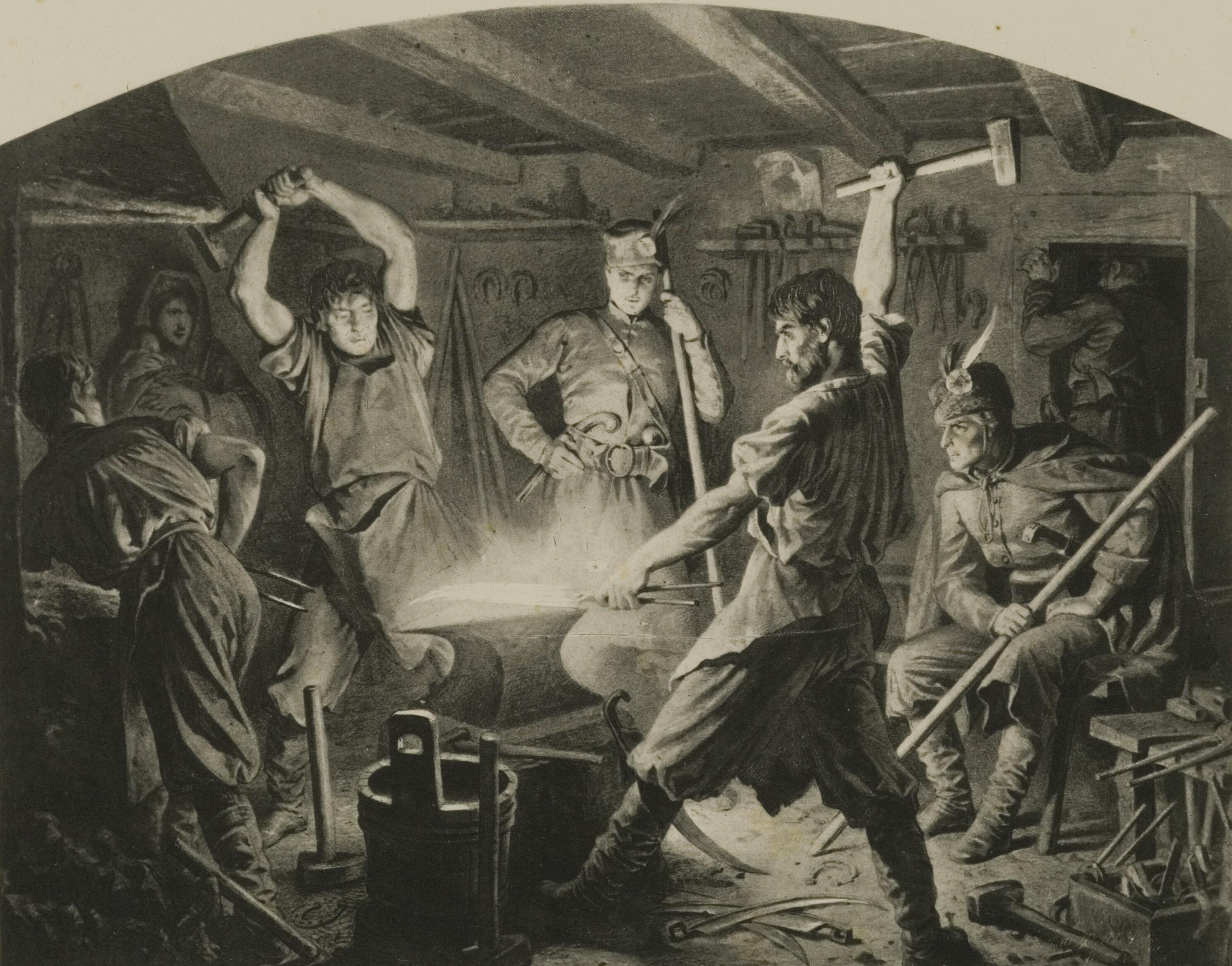
Kaszák kovácsolása (Kucie kos)
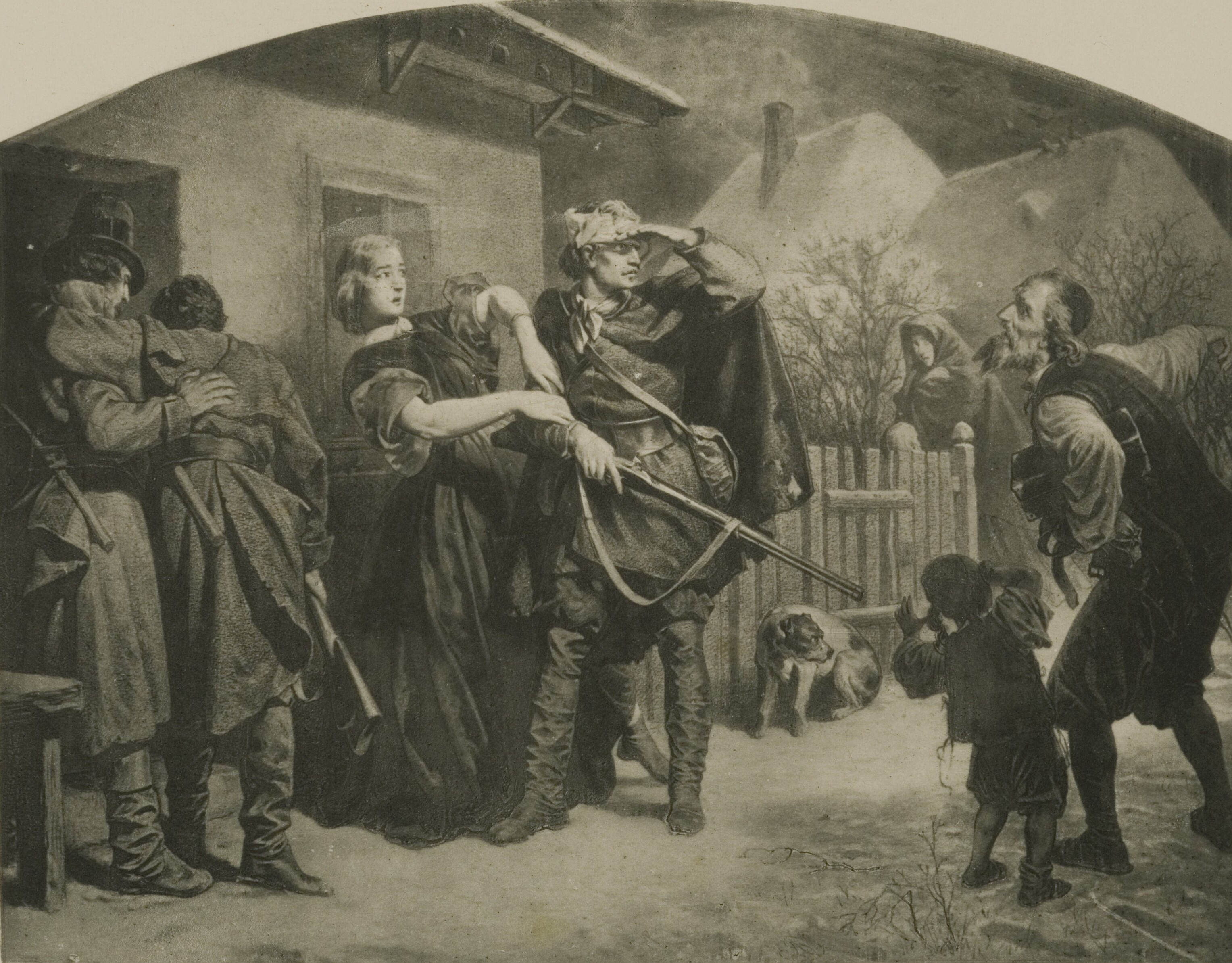
Menedék (Schronisko)
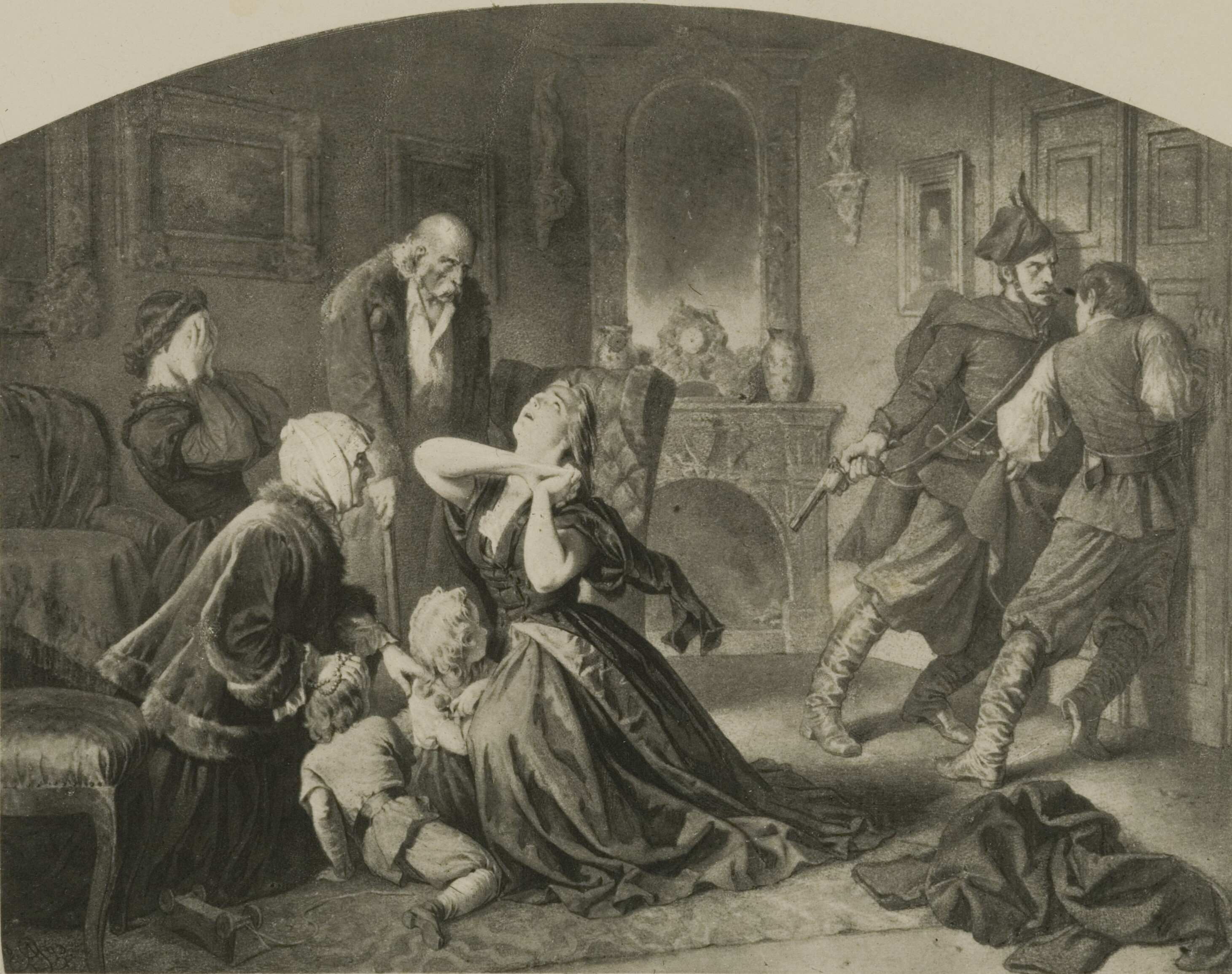
Kastély védelme  (Obrona dworu)
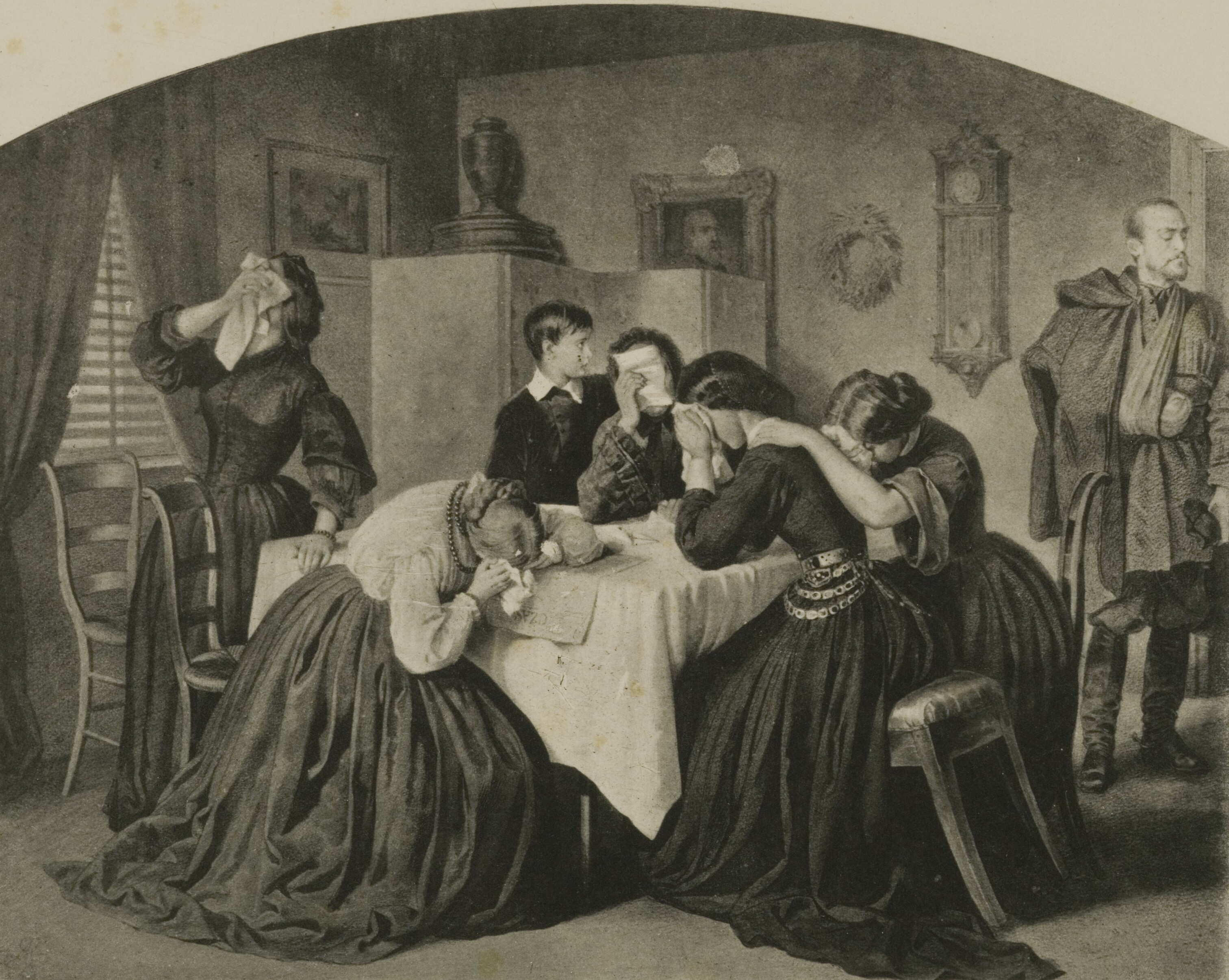
Gyászos hír (Żałobne wieści)
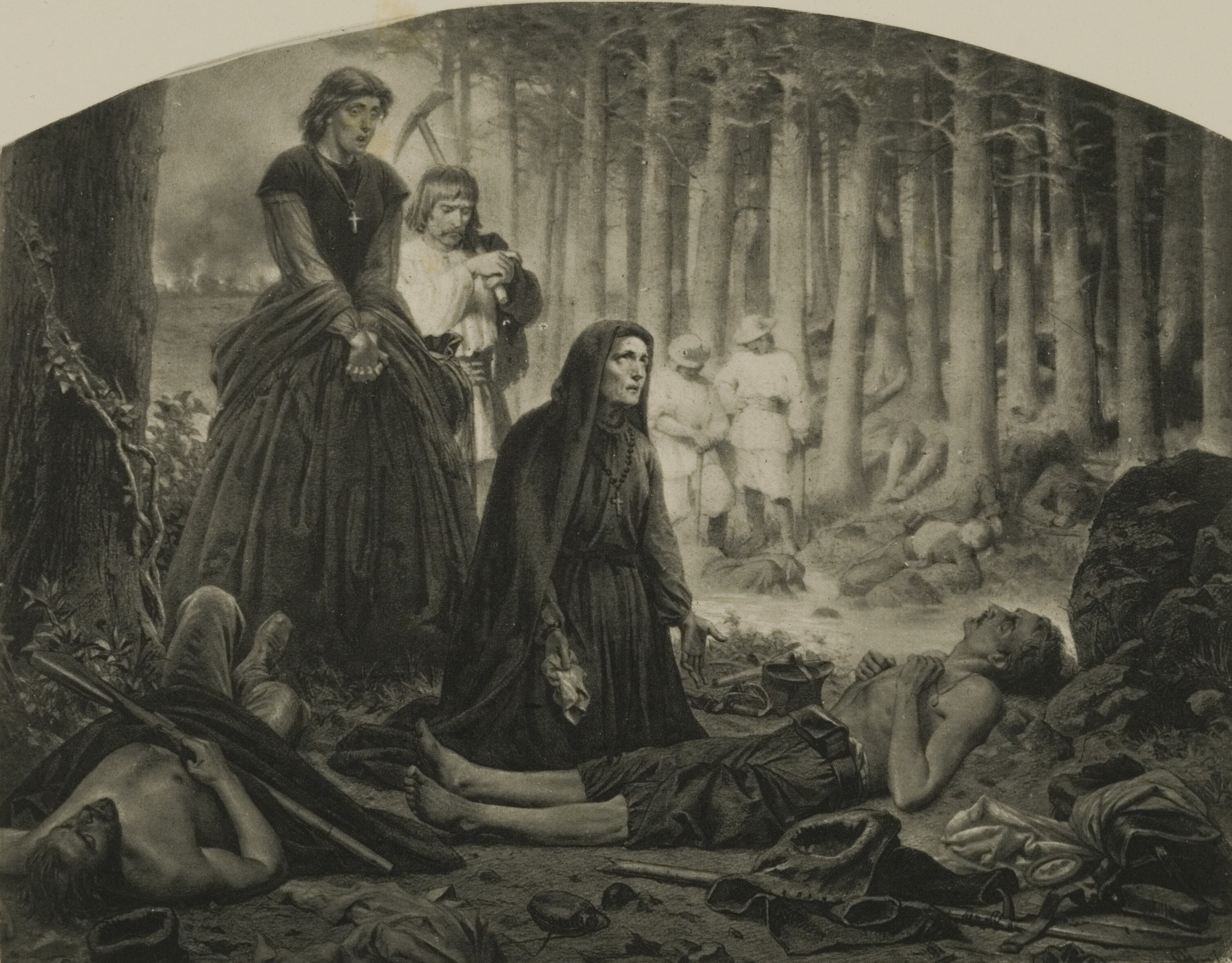
A csatatéren (Na pobojowisku)

- Litvánia (Lithuania, 1864 - 1866)

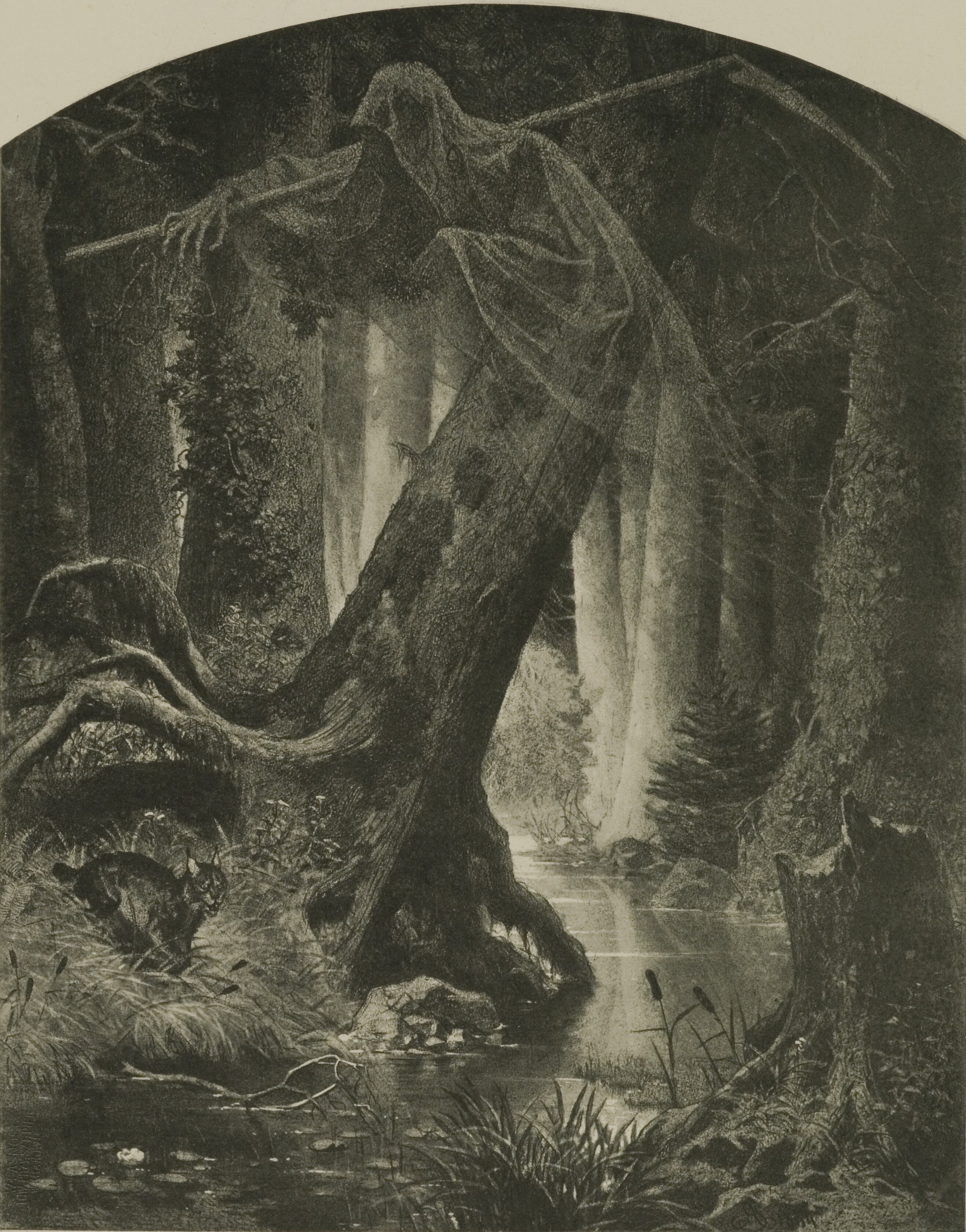
Erdő (Puszcza)
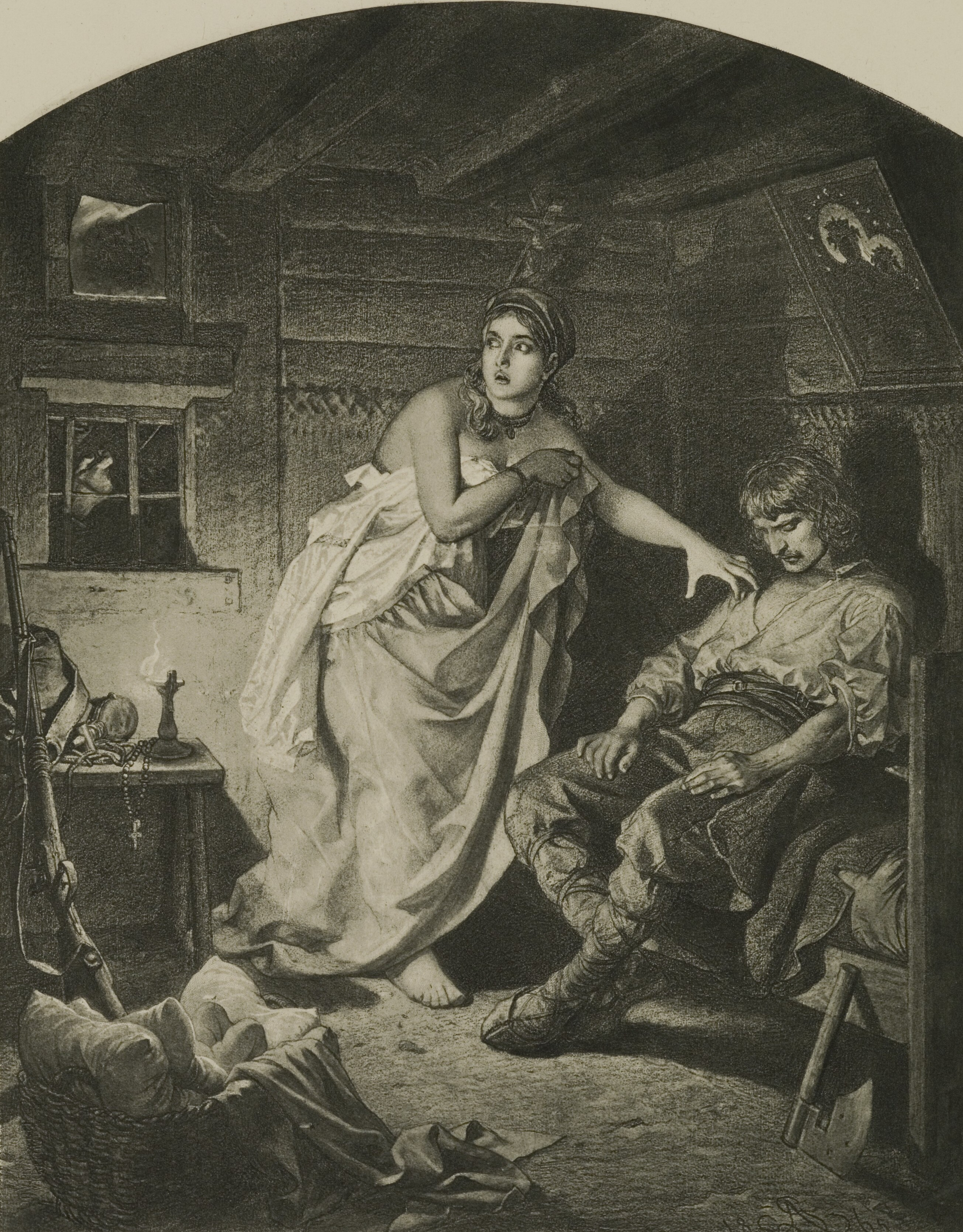
Jel (Znak)
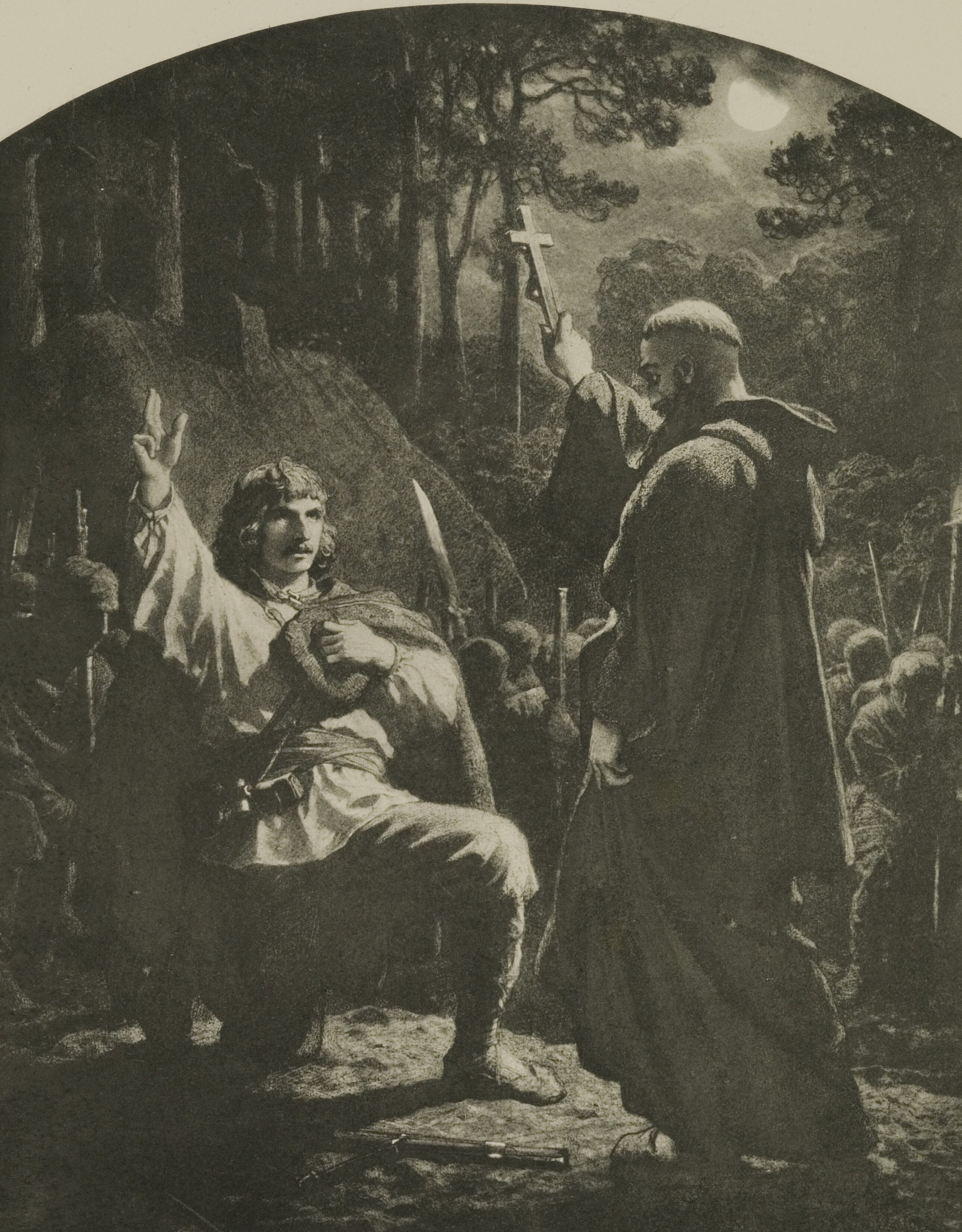
Eskü (Przysięga)
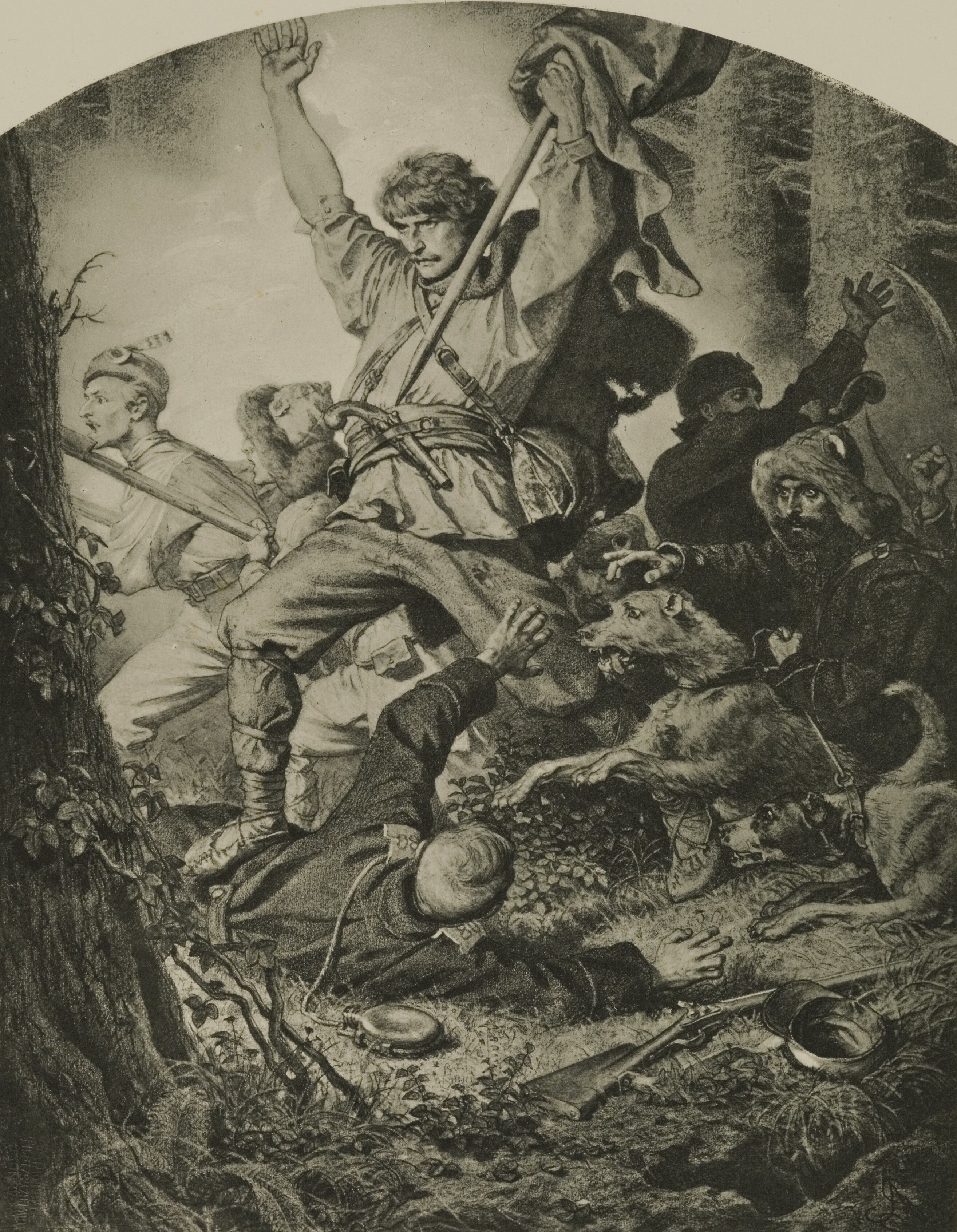
Harc (Bój)
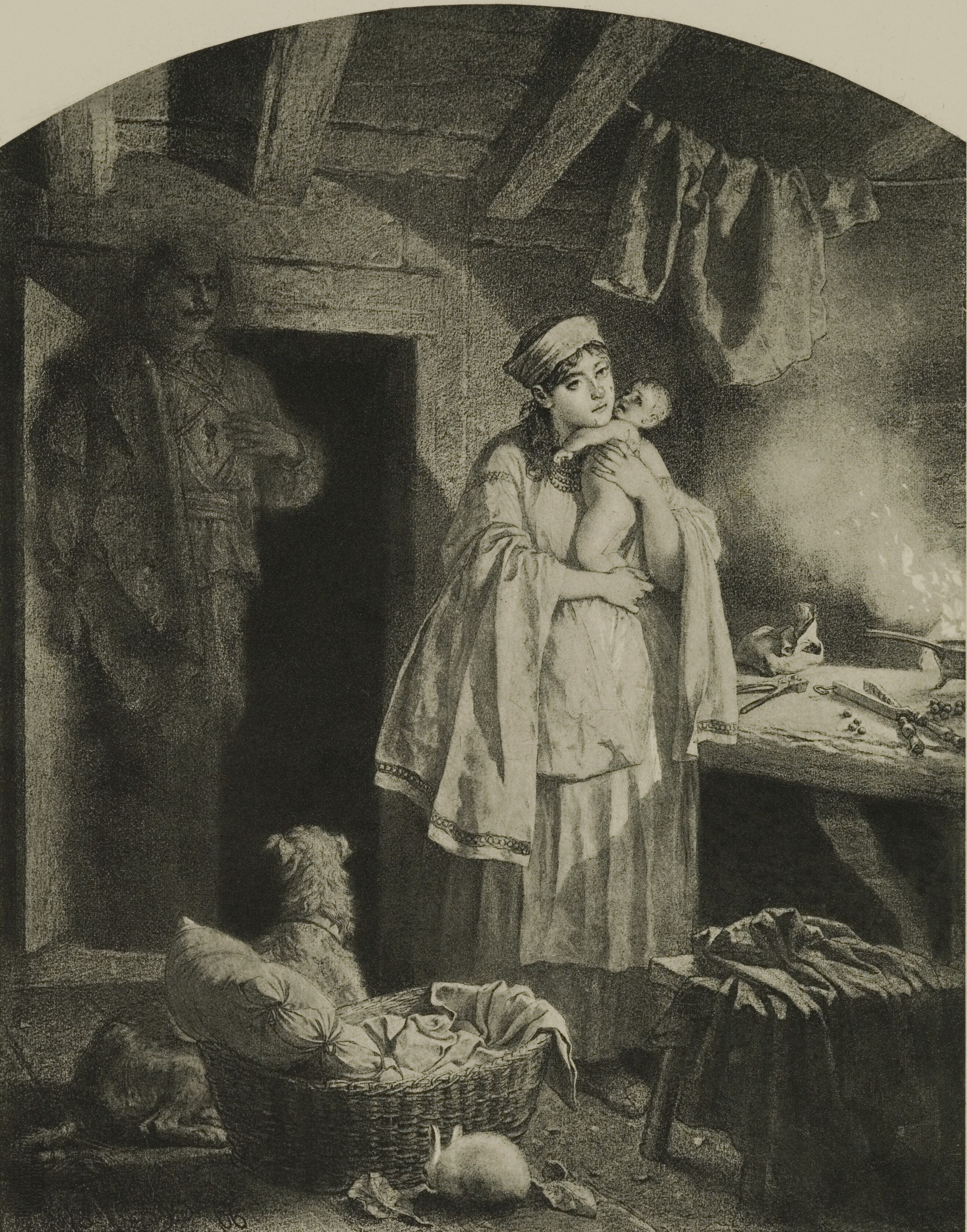
Kísértet (Duch)
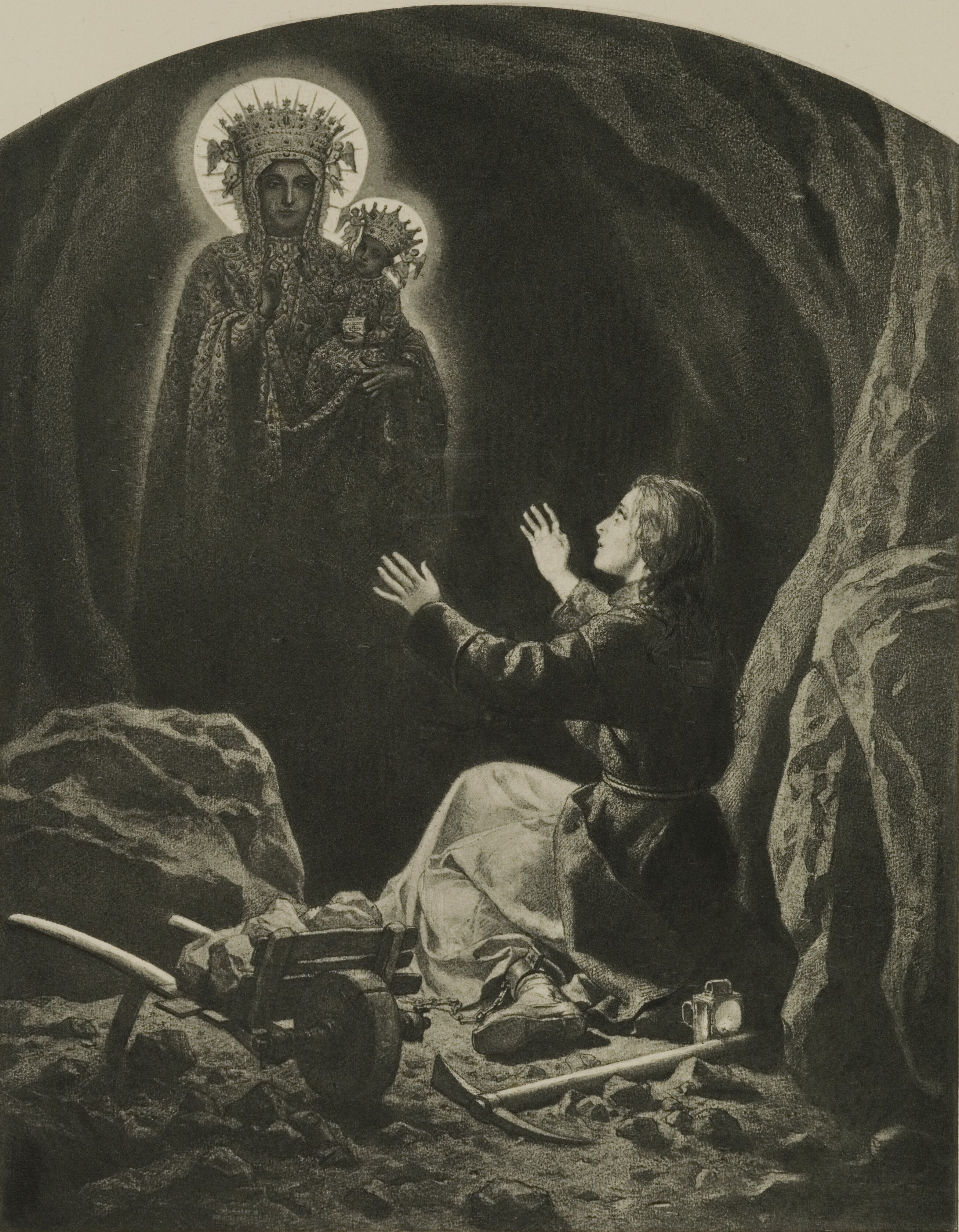
Látás (Widzenie)

- Háboru (Wojna, 1866 - 1867)

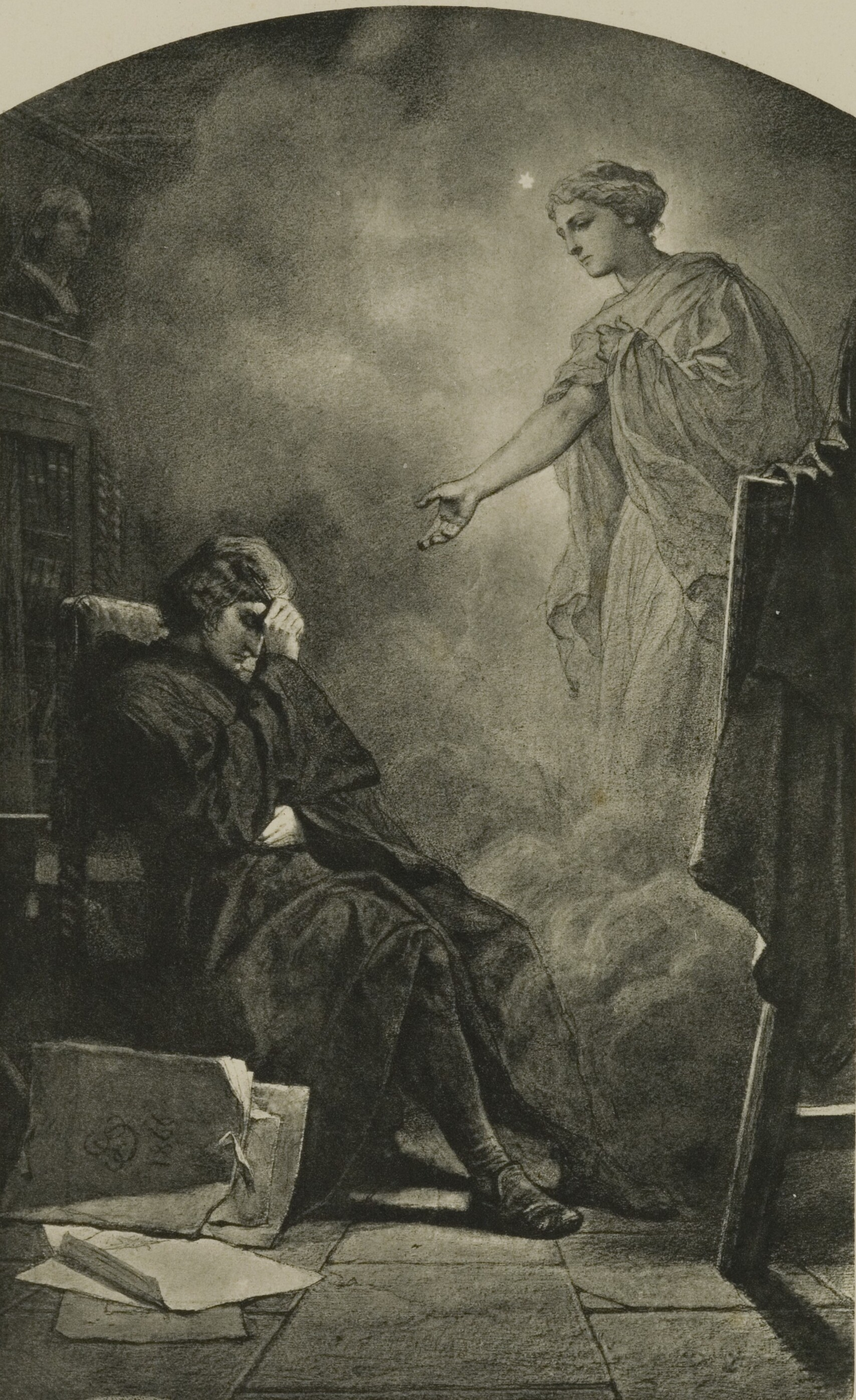
Gyere velem a siralomvőlgy (Pójdź ze mną przez padół płaczu)
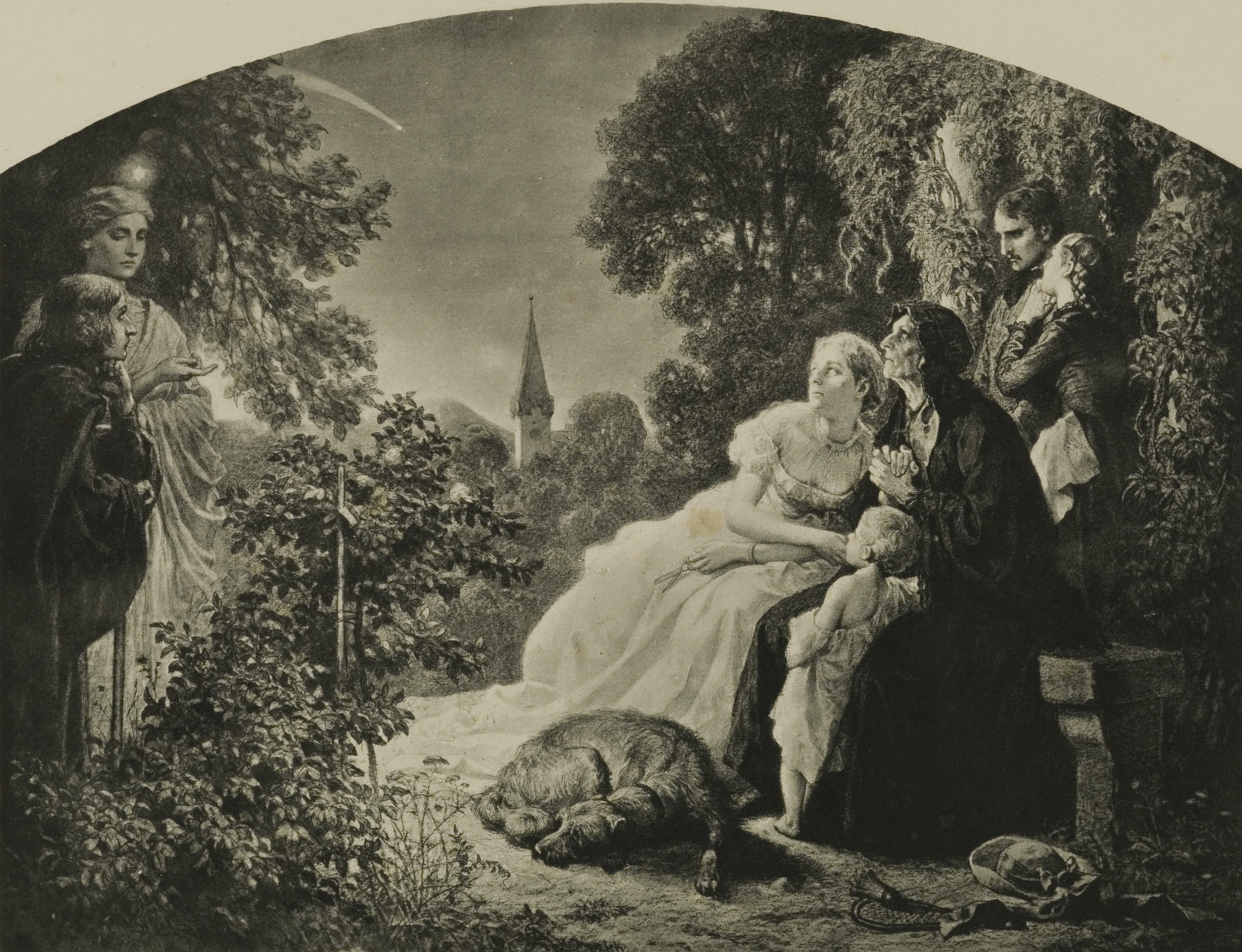
Üstökös (Kometa)
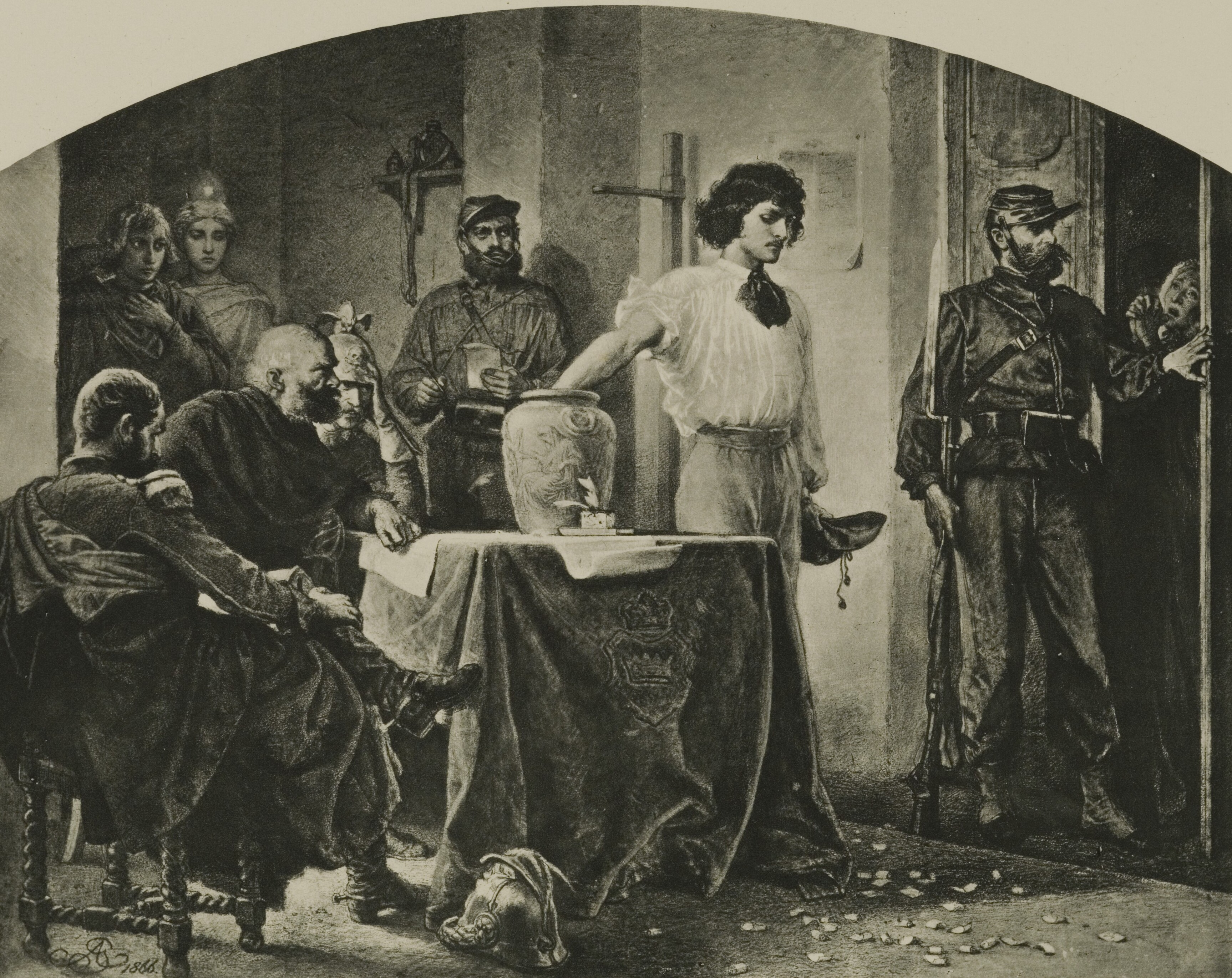
Újoncok sorsolása (Losowanie rekrutów)
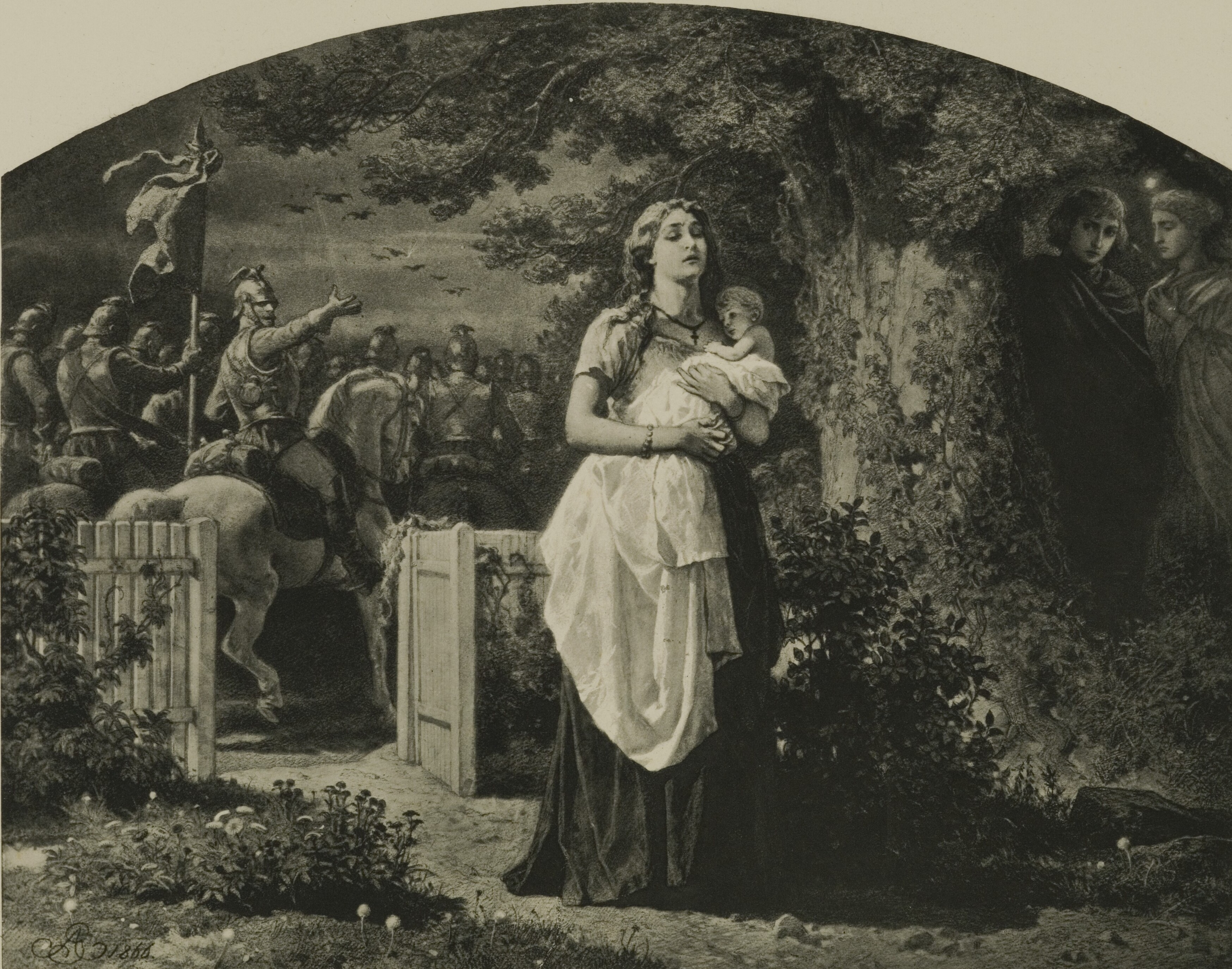
Búcsú (Pożegnanie)
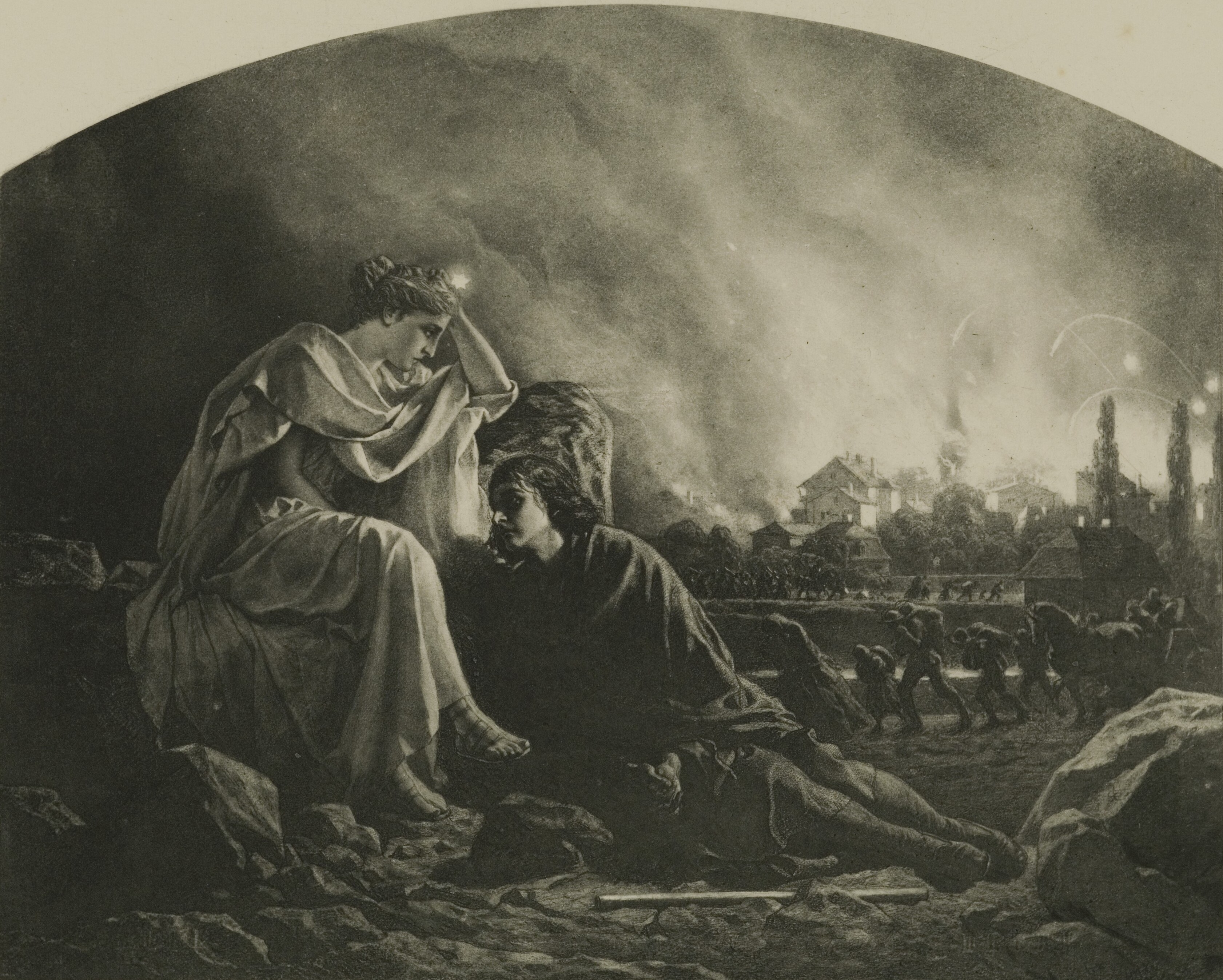
Pożóg (vagy Tűzvész - Pożoga)
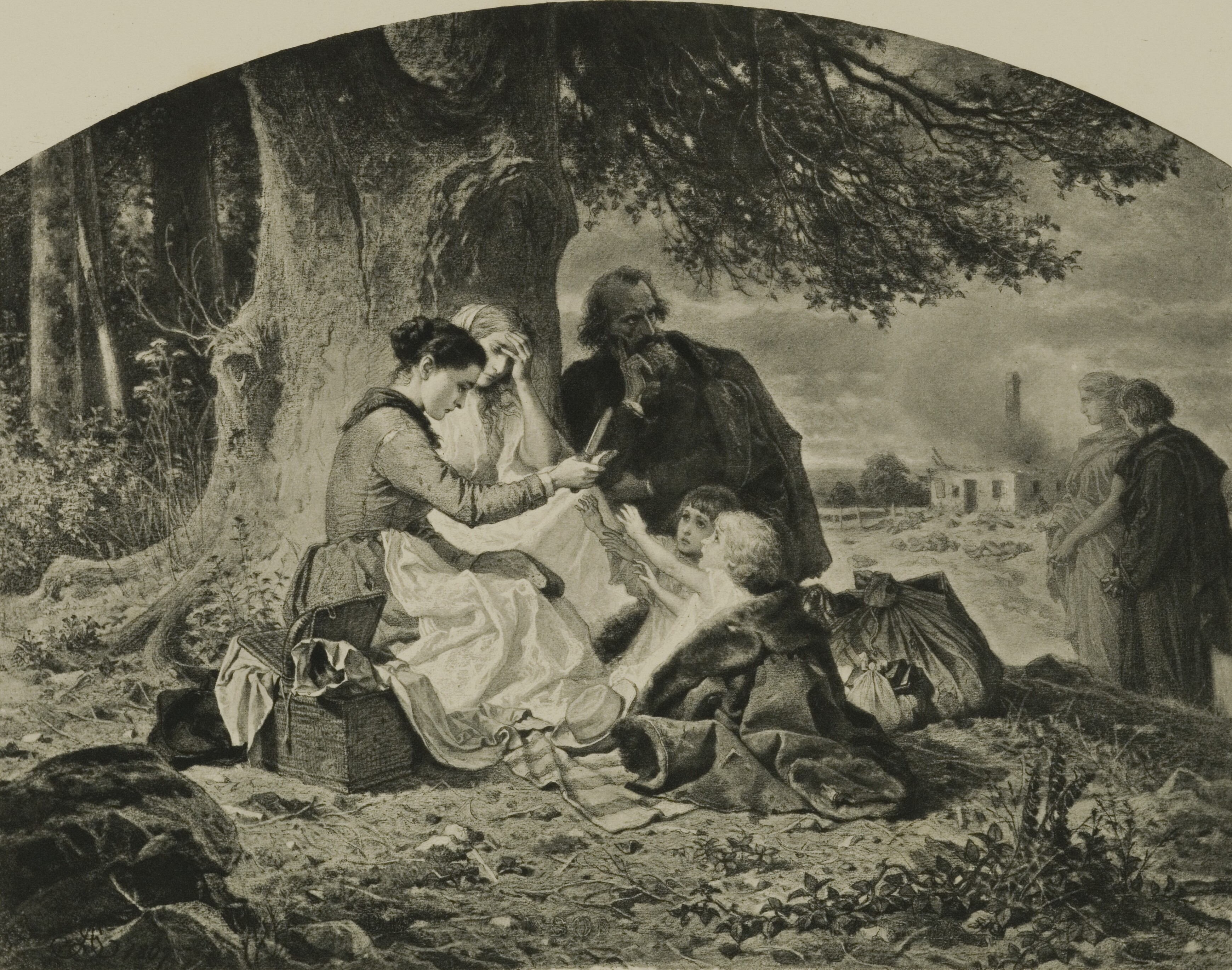
Éhség (Głód)

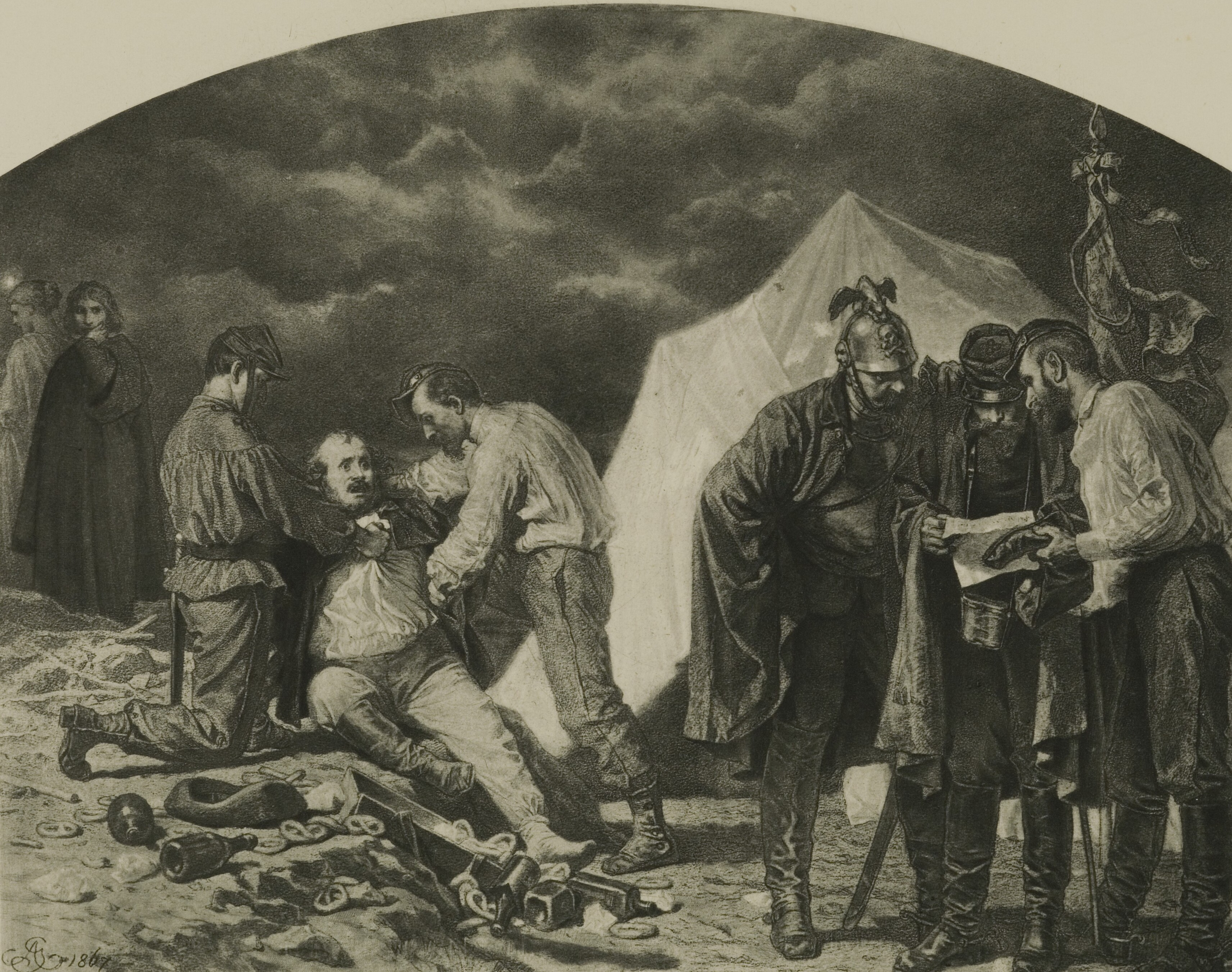
Árulás és büntetés (Zdrada i kara)
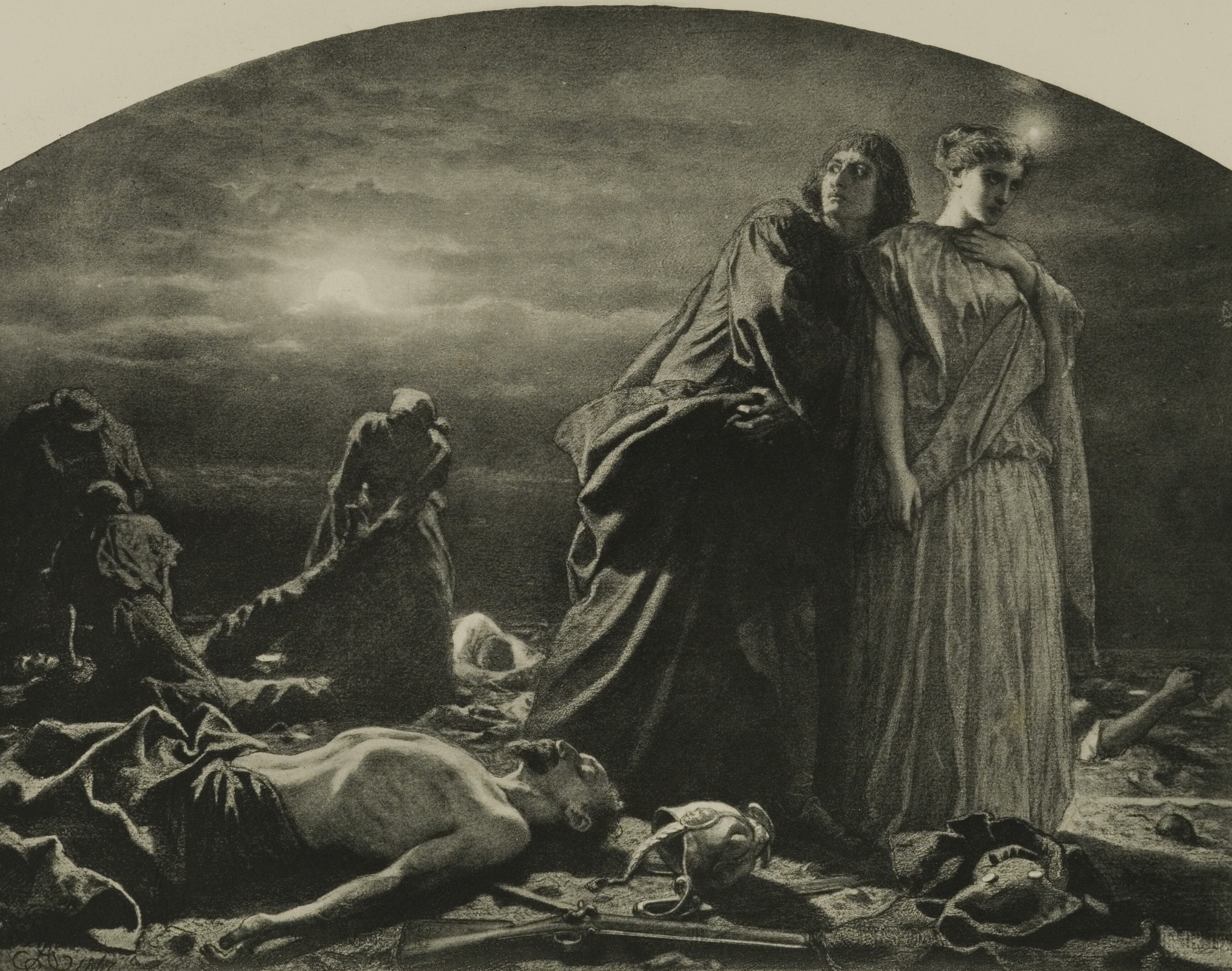
Emberek vagy sakálok (Ludzie czy szakale)
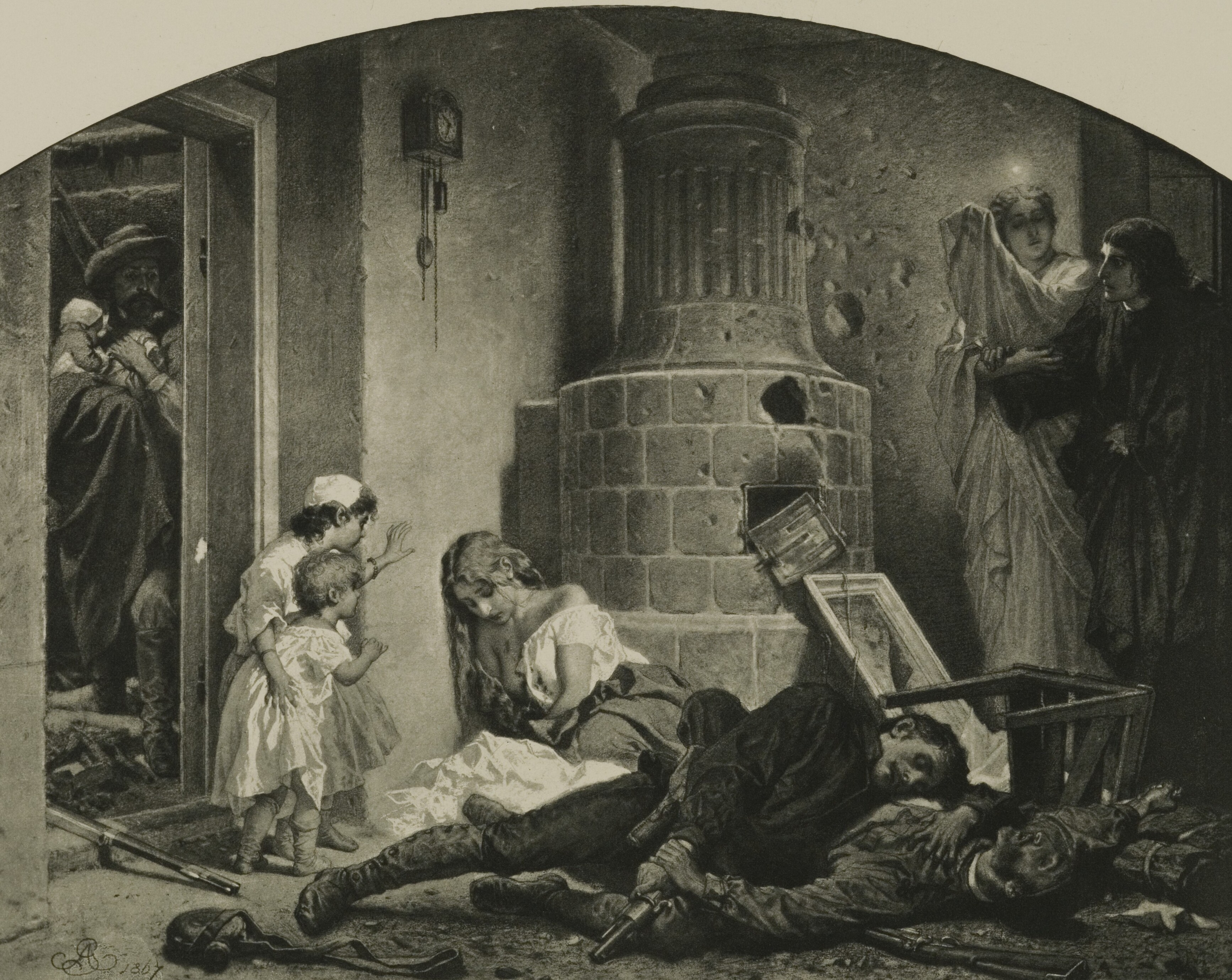
Már csak szenvedés (Już tylko nędza)
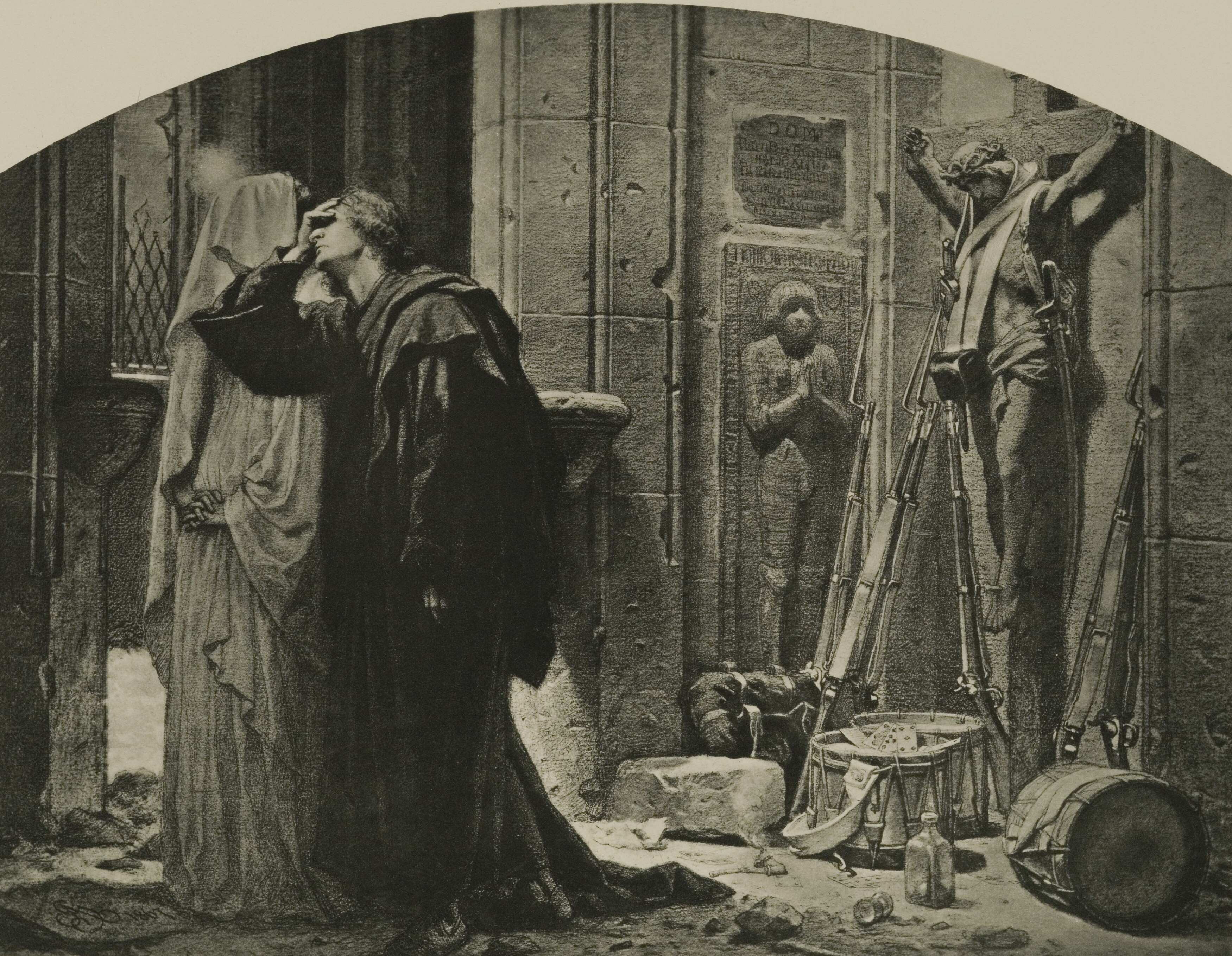
Szentségtörés (Świętokradztwo)
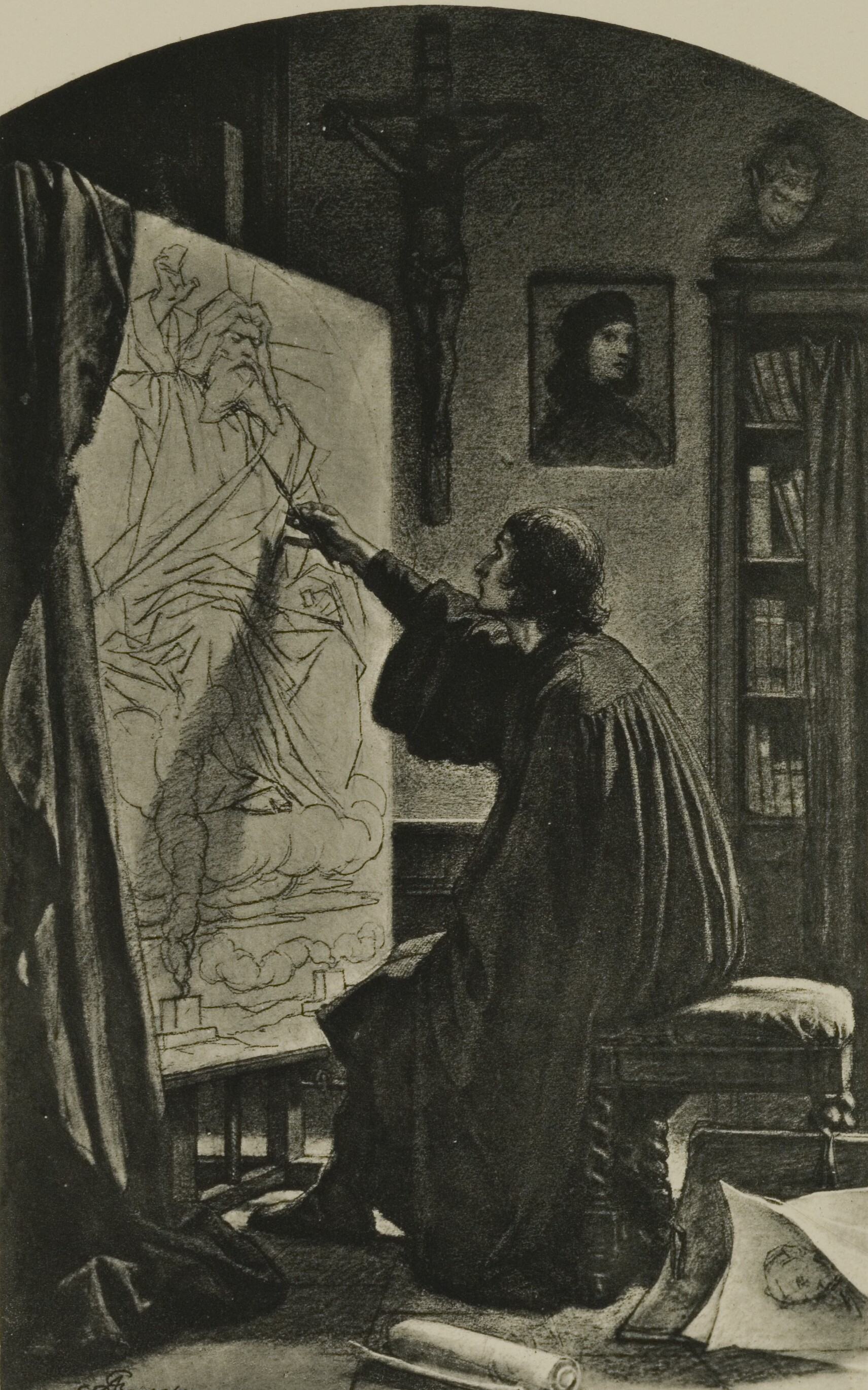
Emberiség, Káin családja (Ludzkości, rodzie Kaina)